# Gerhard Meiser
Gerhard Meiser (* 20. Januar 1952 in Hof (Saale)) ist ein deutscher Indogermanist.

## Leben
Nach der Hochschulreife 1971 am Albertus-Magnus-Gymnasium Regensburg studierte er von 1971 bis 1974 Indogermanistik und Semitistik an der Universität München und von 1974 bis 1979  Indogermanistik, Klassische Philologie und Slavistik an der Universität Regensburg (1978 Magister in Lat. Philologie und Slavistik). Nach der Promotion 1985 zum Dr. phil. an der Albert-Ludwigs-Universität Freiburg und der Habilitation 1991 in Indogermanischer Sprachwissenschaft in Freiburg im Breisgau ist er seit 1993 Professor für Indogermanistik an der Universität Halle.
Seine Forschungsschwerpunkte sind allgemeine und Historisch-Vergleichende Sprachwissenschaft, Italisch, Keltisch, Griechisch. Er ist Mitglied im Wissenschaftlichen Beirat des Vereins Deutsche Sprache (VDS).